# 가까이서 본 기차
《가까이서 본 기차》(Closely Watched Trains, Ostre Sledovane Vlaky)는 체코에서 제작된 이르지 멘젤 감독의 1966년 코미디, 드라마, 전쟁 영화이다. 바클라프 네카르 등이 주연으로 출연하였고 즈데네크 오베스 등이 제작에 참여하였다.

## 출연

### 주연
- 바츨라프 네츠카르시
- 지트카 벤도바
- 요세프 소므르

### 조연
- 블라스티밀 브로트스키
- 블라디미르 발렌타
- 알로이스 바헤크
- 페르디난트 크루타
- 이트카 젤레노호르스카
- 나댜 우르반코바
- 리부셰 하벨코바
- 크베타 피알로바
- 밀라다 예슈코바

## 기타
- 원작자: 보후밀 흐라발
- 의상: 올가 디미트로보바